# Jacopo Gattilusio
Jacopo Gattilusio (* um 1390; † 1428) war von 1403 oder 1404 bis 1428 Archon (Regent bzw. Herr) von Lesbos.
Er entstammte der angesehenen genuesischen Patrizierfamilie Gattilusio und war ein Sohn des Archon Francesco II. Gattilusio von Lesbos, und dessen Frau, einer unbenannten Prinzessin von Byzanz. Nach dem Tod seines Vaters trat er dessen Nachfolge als Herr von Lesbos an. Über die Regentschaft des Jacopo Gattilusio ist relativ wenig bekannt. Bis 1408 stand er unter der Vormundschaft seines Onkels Niccolo I. Gattilusio, Herr von Ainos. Vermutlich um 1410 vermählte sich Jacopo mit Valentina Doria aus dem genuesischen Adelsgeschlecht der Doria. Da diese Ehe kinderlos blieb, wurde nach Jacopos Tod im Jahr 1428 sein jüngerer Bruder Dorino, der Herr von Phokaia, neuer Archon von Lesbos.
| Vorgänger                | Amt                                   | Nachfolger           |
| ------------------------ | ------------------------------------- | -------------------- |
| Francesco II. Gattilusio | Archon von Lesbos 1403 oder 1404–1428 | Dorino I. Gattilusio |

| Personendaten    | Personendaten      |
| ---------------- | ------------------ |
| NAME             | Gattilusio, Jacopo |
| KURZBESCHREIBUNG | Archon von Lesbos  |
| GEBURTSDATUM     | um 1390            |
| STERBEDATUM      | 1428               |